# Elettrodo ad antimonio
L'elettrodo ad antimonio è un elettrodo utilizzato per la misura potenziometrica del pH.
È composto di una barretta di antimonio ricoperta da un sottile strato di ossido (Sb2O3), quest'ultimo è caratterizzato da una reattività redox:
Sb2O3 + 6 e− + 6 H+ ⇄ 2 Sb + 3 H2O
Sb2O3 + 6 e− + 3 H2O ⇄ 2 Sb + 6 OH−
Questi equilibri dipendono solo dal pH in quanto gli altri prodotti sono solidi e quindi per convenzione hanno attività unitaria, mentre per considerare unitaria l'attività dell'acqua occorre avere soluzioni diluite.
Il potenziale di elettrodo è dato quindi da:
{\displaystyle E=E_{Sb_{2}O_{3}/Sb}^{\circ }-{\frac {RT}{6F}}\;ln\;a_{OH^{-}}^{6}=E_{Sb_{2}O_{3}/Sb}^{\circ }-{\frac {2,3\;RT}{F}}\;log\;K_{w}+{\frac {2,3\;RT}{F}}\;log\;a_{H^{+}}=k-{\frac {2,3\;RT}{F}}\;pH}
Dall'ultimo passaggio si nota come E sia proporzionale al pH e quindi come questo elettrodo possa essere utilizzato per la misura dell'attività idrogenionica.
Lo spessore di ossido viene tenuto costante mediante spazzolatura e al contempo l'elettrodo rimane puro (libero da incrostazioni e sporcizia), anche in condizioni difficoltose. Le sonde in antimonio impiegano gli elettrodi in antimonio anulare, mantenuti attivi e puliti con una spazzola in corindone. L'elettrodo viene immerso nel serbatoio di riserva elettrolita che funge anche da ponte salino; il diaframma è piatto con un'ampia superficie.
Un sensore per la temperatura permette la termocompensazione della misura.

## Utilizzi
La misura del pH con elettrodi in antimonio, viene effettuata con uno specifico analizzatore. È utilizzata in tutti quei processi in cui gli elettrodi a vetro di un normale piaccametro non sono utilizzabili:
- Soluzioni contenenti acido fluoridrico,
- Fluidi contenenti sostanze abrasive e/o incrostanti,
- Processi con dosaggio della calce,
- Misure di pH negli zuccherifici e nei processi di produzione del sapone.